# Rue Edmond-Guillout
La rue Edmond-Guillout est une voie du 15e arrondissement de Paris, en France.

## Situation et accès
La rue Edmond-Guillout est une voie publique située dans le 15e arrondissement de Paris. Elle débute au 10, rue Dalou et se termine au 43-47, boulevard Pasteur.

## Origine du nom

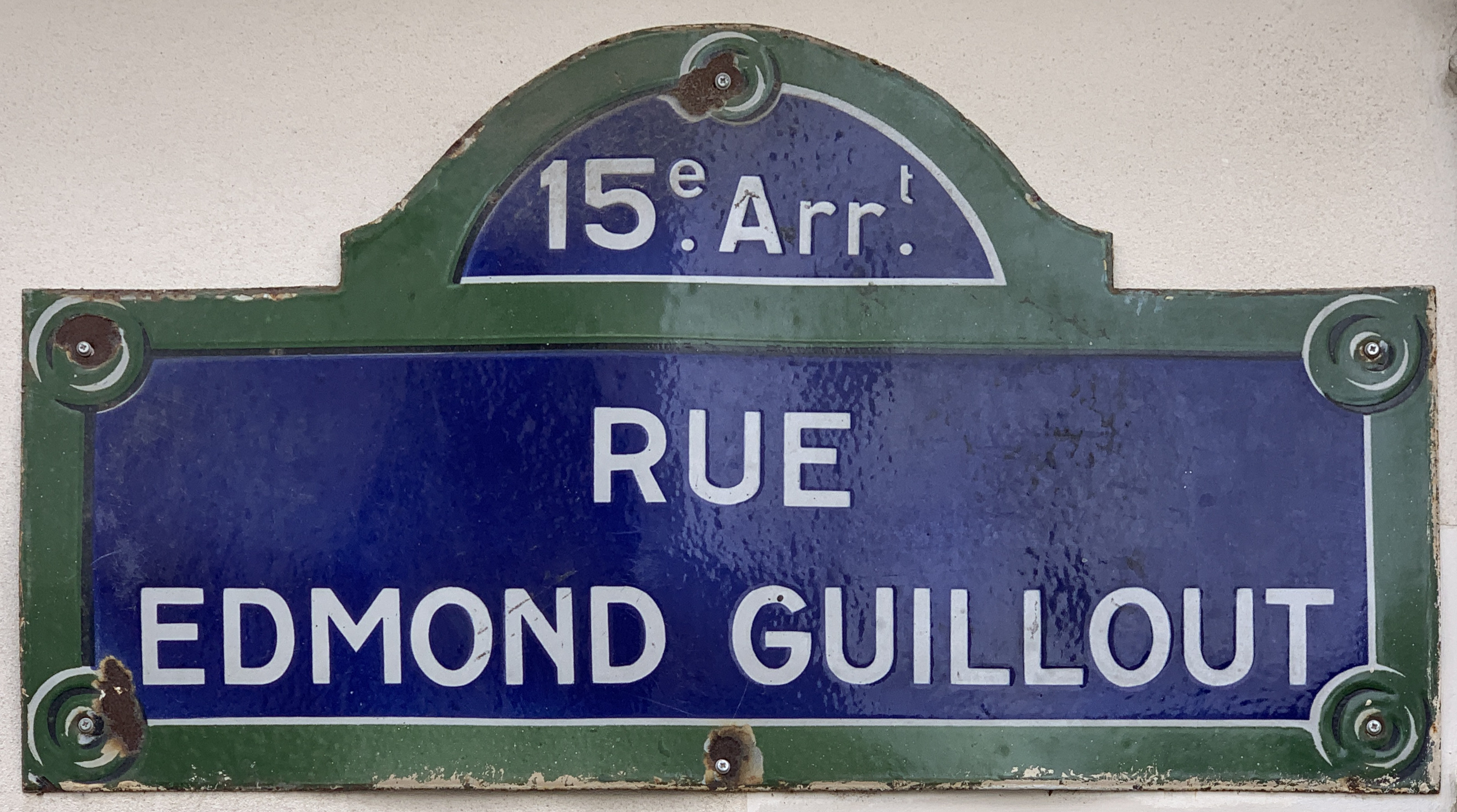
Plaque de la rue.

La rue tire son nom de celui d'un ancien propriétaire local.

## Historique
Cette voie est ouverte en 1883 et est classée dans la voirie parisienne par un arrêté du 12 février 1935.